# Amadou Konaré
Amadou Konaré (* 20. Jahrhundert in Mali) ist Leutnant der Streitkräfte Malis und Sprecher des „Nationalkomitee für die Wiederherstellung der Demokratie und des Staates“ von Mali.

## Öffentliches Wirken
Durch einen Putsch gegen die Regierung von Präsident Amadou Toumani Touré am 21. März 2012 wurde die Verfassung aufgehoben sowie alle staatlichen Institutionen des Landes aufgelöst. Als Grund für den Putsch nannte er „die Unfähigkeit der Regierung, wirksam gegen die Terroristen im Norden des Landes vorzugehen“. Als Stellvertreter des Anführers der Putschisten Amadou Sanogo gilt Konaré als Nummer zwei innerhalb der Führung des „Nationalkomitee für die Wiederherstellung der Demokratie und des Staates“.